# Xestia lyngei
Xestia lyngei là một loài bướm đêm trong họ Noctuidae.